# 岑瑛
岑瑛（1386年—1455年），字濟夫，明朝广西土司。岑伯颜之孙。

## 生平
永乐十八年（1420年），岑瑛承袭了兄长岑瑞的思恩州刺史。正统元年（1436年），明廷因岑瑛屡有边功，升思恩州为思恩土府，加封岑瑛为广西参政、都指挥使。岑瑛在外作战时，其子岑镔为非作歹，岑瑛回来，岑镔畏罪自杀。景泰六年（1455年），岑瑛病死。

## 家族
曾孙為岑猛。